# Comuna Kruhloozerka, Hola Prîstan
Kruhloozerka (în ucraineană Круглоозерка) este o comună în raionul Hola Prîstan, regiunea Herson, Ucraina, formată din satele Bilșovîk și Kruhloozerka (reședința).

## Demografie
Componența lingvistică a comunei Kruhloozerka
     Ucraineană (91,53%)
     Rusă (8,35%)
Conform recensământului din 2001, majoritatea populației comunei Kruhloozerka era vorbitoare de ucraineană (91,53%), existând în minoritate și vorbitori de rusă (8,35%).